# Douvaine
 Douvaine  es una comuna y población de Francia, en la región de Ródano-Alpes, departamento de Alta Saboya, en el distrito de Thonon-les-Bains. Es la cabecera del cantón de su nombre.
Su población en el censo de 1999 era de 3859 habitantes. La aglomeración urbana, que también incluye Loisin, tenía 5001 habitantes.
Está integrada en la Communauté de communes du Bas-Chablais .

## Demografía
| 1237 | 1440 | 2202 | 2724 | 3354 | 3859 |
| Para los censos de 1962 a 1999 la población legal corresponde a la población sin duplicidades (Fuente: INSEE [Consultar]) |      |      |      |      |      |